# Eurobaliza
Eurobaliza je uređaj koji se koristi u sustavu ETCS.
Nalazi se pozicioniran na nekim pragovima željezničke pruge u pravilnim razmacima jedan od drugoga. Namjena je signalizacija i detekcija stanja vlaka koji prođe iznad eurobalize.
Obično su žute markantne boje.